# Xiao Kedou zhao Mama
Xiao Kedou zhao Mama (xinès simplificat: 小蝌蚪找妈妈, pinyin: Xiǎo Kēdǒu zhǎo Māma, literalment 'Capgrossos busquen sa mare') és un curtmetratge d'animació xinés dirigit per Te Wei, Qian Jiajun i Tang Cheng el 1960.
Es tracta d’una adaptació lliure d'un conte popular que explica el naixement d'un grup de capgrossos que van immediatament a la recerca de sa mare, però que tarden en trobar-la perquè no saben com és. És el primer curt metratge de Te Wei en experimentar amb la tècnica del lavis animat. El curtmetratge s'inspira en les pintures de Qi Baishi.

## Reconeixements
És una pel·lícula destacada del cinema d'animació xinés i va obtindre diversos premis tant al seu país com a festivals internacionals. El curtmetratge obtingué el 1962, el premi a la millor pel·lícula per a infants al IV Festival de Cinema d'Animació d'Annecy. El 1964, va guanyar un premi honorífic al 17è Festival Internacional de Cinema de Cannes, i també fou guardonat a Locarno. A la República Popular de la Xina, va rebre un guardó a la primera edició del Festival de les Cent Flors.
El 2005, va ser inclòs en una recopilació en dos DVD que Shanghai Art Film Studios va dedicar a Te Wei. El 2006, el curt va ser publicat per Les Films du Paradoxe en una recopilació en DVD de diversos curtmetratges de l'estudi de Shanghai.